# Appendicula
Appendicula är ett släkte av orkidéer. Appendicula ingår i familjen orkidéer.

## Bildgalleri

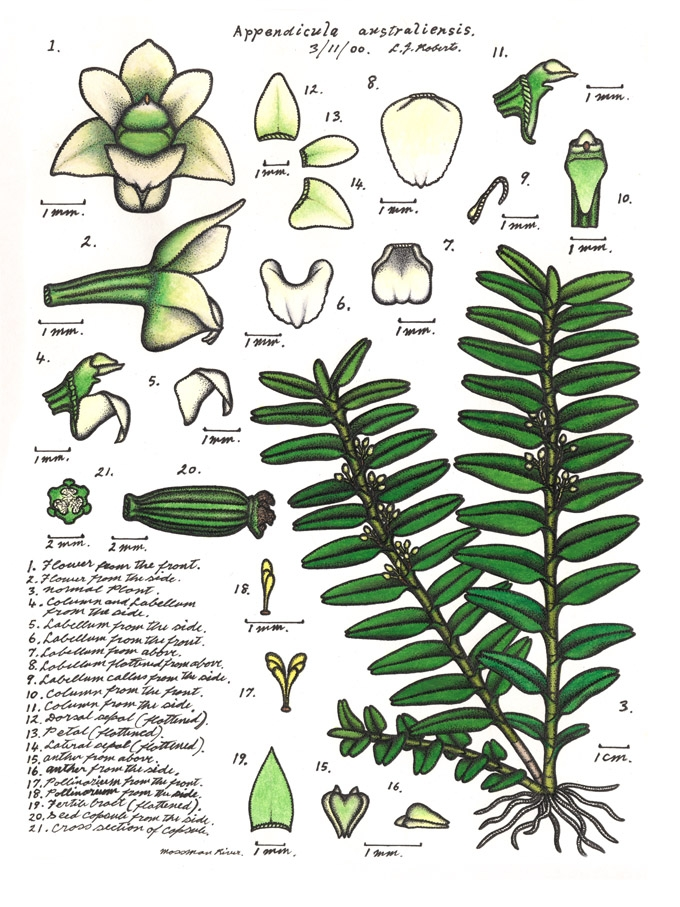
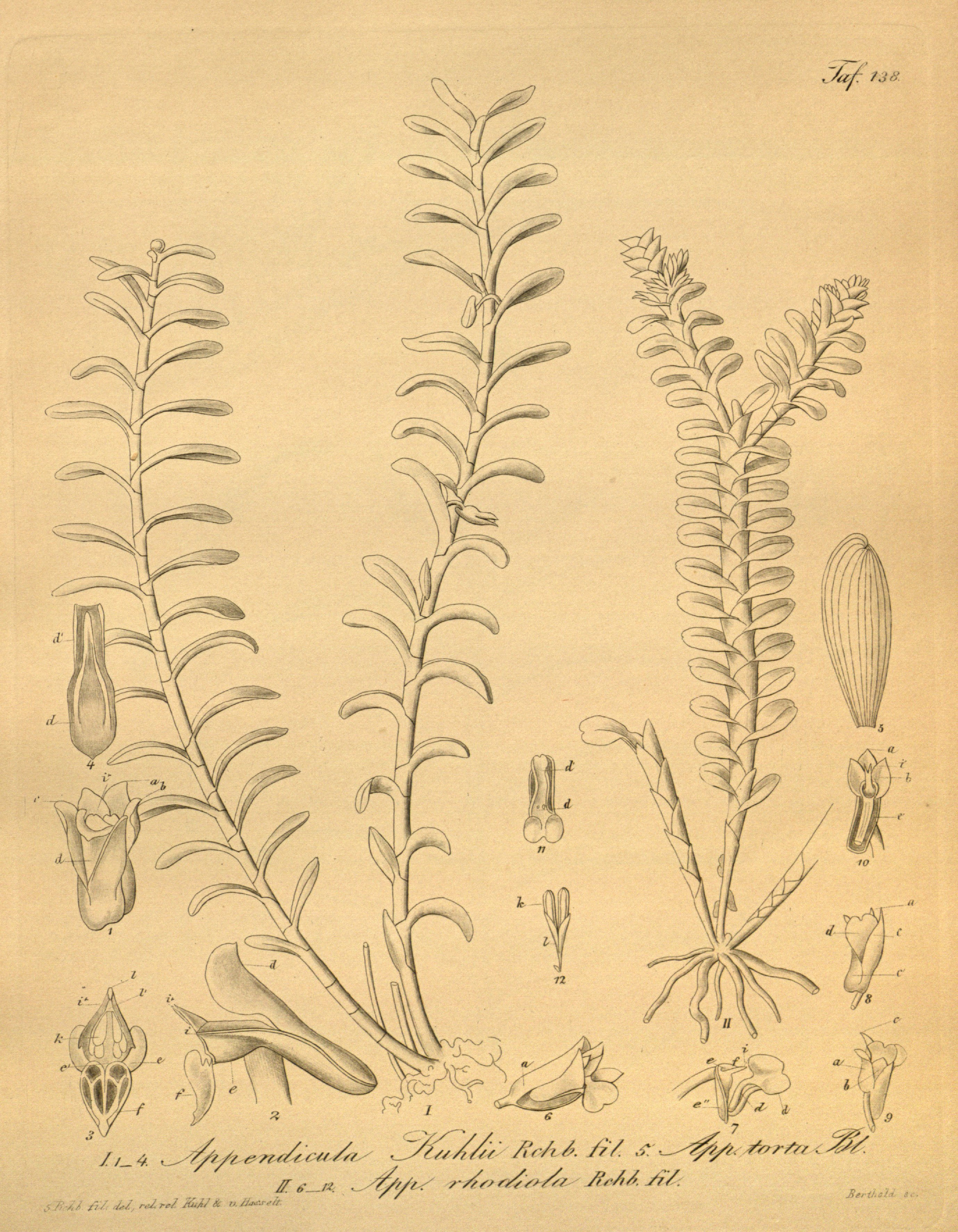

## Dottertaxa tillAppendicula, i alfabetisk ordning[1]
- Appendicula aberrans
- Appendicula adnata
- Appendicula alatocaulis
- Appendicula alba
- Appendicula anceps
- Appendicula angustifolia
- Appendicula annamensis
- Appendicula anomala
- Appendicula babiensis
- Appendicula baliensis
- Appendicula bilobulata
- Appendicula biumbonata
- Appendicula bracteosa
- Appendicula brevimentum
- Appendicula buxifolia
- Appendicula calcarata
- Appendicula calcicola
- Appendicula callifera
- Appendicula carinifera
- Appendicula carnosa
- Appendicula celebica
- Appendicula cleistogama
- Appendicula clemensiae
- Appendicula clemensiorum
- Appendicula concava
- Appendicula congenera
- Appendicula congesta
- Appendicula cornuta
- Appendicula crispa
- Appendicula cristata
- Appendicula crotalina
- Appendicula cuneata
- Appendicula dajakorum
- Appendicula damusensis
- Appendicula dendrobioides
- Appendicula densifolia
- Appendicula djamuensis
- Appendicula effusa
- Appendicula elegans
- Appendicula elmeri
- Appendicula fallax
- Appendicula fasciculata
- Appendicula fenixii
- Appendicula flaccida
- Appendicula floribunda
- Appendicula foliosa
- Appendicula fractiflexa
- Appendicula furfuracea
- Appendicula gjellerupii
- Appendicula gracilis
- Appendicula grandifolia
- Appendicula hexandra
- Appendicula humilis
- Appendicula imbricata
- Appendicula inermis
- Appendicula infundibuliformis
- Appendicula irigensis
- Appendicula isoglossa
- Appendicula jacobsonii
- Appendicula kaniensis
- Appendicula kjellbergii
- Appendicula krauseana
- Appendicula lamprophylla
- Appendicula latilabium
- Appendicula laxifolia
- Appendicula leytensis
- Appendicula linearifolia
- Appendicula linearis
- Appendicula longa
- Appendicula longibracteata
- Appendicula longirostrata
- Appendicula lucbanensis
- Appendicula lucida
- Appendicula lutea
- Appendicula luzonensis
- Appendicula magnibracteata
- Appendicula malindangensis
- Appendicula maquilingensis
- Appendicula merrillii
- Appendicula micrantha
- Appendicula mimica
- Appendicula minutiflora
- Appendicula negrosiana
- Appendicula neohibernica
- Appendicula nivea
- Appendicula oblonga
- Appendicula ovalis
- Appendicula padangensis
- Appendicula palustris
- Appendicula pandurata
- Appendicula patentissima
- Appendicula pauciflora
- Appendicula pendula
- Appendicula penicillata
- Appendicula perplexa
- Appendicula peyeriana
- Appendicula pilosa
- Appendicula podochiloides
- Appendicula polita
- Appendicula polyantha
- Appendicula polyphylla
- Appendicula polystachya
- Appendicula pseudofractiflexa
- Appendicula pseudopendula
- Appendicula purpurascens
- Appendicula purpureifolia
- Appendicula ramosa
- Appendicula recondita
- Appendicula reflexa
- Appendicula rostellata
- Appendicula rostrata
- Appendicula rubens
- Appendicula rupestris
- Appendicula rupicola
- Appendicula salicifolia
- Appendicula schlechteri
- Appendicula sepikiana
- Appendicula seranica
- Appendicula spathilabris
- Appendicula steffensiana
- Appendicula tagalensium
- Appendicula tembuyukenensis
- Appendicula tenuifolia
- Appendicula tenuispica
- Appendicula theunissenii
- Appendicula togarupia
- Appendicula torricelliana
- Appendicula torta
- Appendicula triloba
- Appendicula uncata
- Appendicula undulata
- Appendicula vanimoensis
- Appendicula weberi
- Appendicula werneri
- Appendicula verruculifera
- Appendicula xytriophora